# 8. Unterseebootsflottille
La 8. Unterseebootsflottille ("ottava flottiglia sommergibili"), era un'unità della Kriegsmarine interamente composta da U-Boot.

## Storia
La flottiglia venne fondata durante il mese di giugno del 1941 a Königsberg per mano di Georg-Wilhelm Schulz, che in quel momento disponeva anche della 6. Unterseebootsflottille. Benché fosse principalmente nata come flottiglia di addestramento, alcune imbarcazioni della 8. Unterseebootsflottille vennero usate per combattere la Voenno-morskoj flot sovietica nel mar Baltico. La 8. Unterseebootsflottille cessò di esistere durante il mese di gennaio del 1945.

## Comandanti della flottiglia
- ottobre 1941 – gennaio 1942 Kapitänleutnant Georg-Wilhelm Schulz
- gennaio 1943 – gennaio 1943 Korvettenkapitän Hans Eckermann
- gennaio 1943 – marzo 1943 Kapitän zur See Bruno Mahn (in qualità di supplente)
- gennaio 1943 – aprile 1944 Korvettenkapitän Werner von Schmidt
- maggio 1944 – gennaio 1945 Fregattenkapitän Hans Pauckstadt